# 鶴野有紗
鶴野 有紗（つるの ありさ、1996年12月19日 - ）は、日本の女性声優。兵庫県出身。青二プロダクション所属。

## 略歴
声優になろうと思ったきっかけは小学5年生の頃に朗読を担任に褒められたことから。「スーパースターになれるよ！」と言われたことでなろうと思ったと語っている。
大阪芸術大学短期大学部出身。高校時代は放送部に所属していた。

## 人物
趣味にはゲーム、ピアノ演奏、唐揚げ食べ歩きをそれぞれ挙げている。特技には裁縫を挙げている。
物書きとしての創作活動を行っており、自身で更新している「鶴のひとりごと。」のブログで読むことができる。

## 出演
太字はメインキャラクター。

### テレビアニメ
2018年
- ONE PIECE（2018年 - 2024年、市民、町民、クインシー、村の女、ホトトギス）

2019年
- 厨病激発ボーイ（斎藤由依）

2020年
- アサティール 未来の昔ばなし（町人、サーレの三女）
- フルーツバスケット（女子生徒）
- 戦翼のシグルドリーヴァ（子ども、看護師）
- テイルズ オブ クレストリア -咎ヲ背負いて彼は発つ-

2021年
- アイ★チュウ（観客A）
- うらみちお兄さん（子供、母親）
- BLUE REFLECTION RAY/澪（クリスタル少女）
- テスラノート（高校生2）
- 舞妓さんちのまかないさん（2021年 - 2022年、舞妓）

2022年
- CUE!（日名倉莉子）

2023年
- AIの遺電子（クラスメイトC）
- 婚約破棄された令嬢を拾った俺が、イケナイことを教え込む（客）

2025年
- よふかしのうた Season2（女子生徒A）

### 劇場アニメ
- ジョゼと虎と魚たち（2020年）

### Webアニメ
- 配信勇者（2019年、ヘルヘイト）

### ゲーム
- 三国BASSA!!（2018年、黄月英[6]）
- CUE!（2019年、日名倉莉子[7]）
- GOD EATER RESONANT OPS（2019年、ルシール[8]）
- ヘキサゴンダンジョン：アルカナの石（2020年、エルシア[9]）
- アニマエ・アルケー（2021年、透華[10]、晶月妃〈ショウゲツヒ〉[11]）
- オーバーエクリプス（2021年）[12]
- けものフレンズ3  （2021年、コンゴウインコ)

### 吹き替え
- マリブ・レスキューチーム（英語版）（2019年5月、ジーナ〈ブレアナ・イーディー（英語版）〉）
  - マリブ・レスキューチーム: ザ・シリーズ（英語版）（2019年6月）
  - マリブ・レスキューチーム: ネクストウェーブ（英語版）（2020年8月）

### 朗読劇
- 声のプロフェッショナルが奏でる日本文学「三つの愛と、厄災」（2021年10月17日、紀伊國屋ホール）- 夜長姫、節子、マア坊 役 [13]
- 朗読で描く海外名作シリーズ音楽朗読劇「モンテ・クリスト伯」（2021年11月10日・11日、紀伊國屋ホール）- メルセデス 役
- キミに贈る朗読会「藍色ノスタルジー Vol.3」（2023年8月19日 - 20日、MsmileBOX渋谷[14]）
- キミに贈る朗読会「ゴカンッ！」（2024年7月6日 - 7日、MsmileBOX渋谷[15]）
- キミに贈る朗読会「バレンタインの秘密」（2025年2月8日 - 9日、MsmileBOX渋谷[16]）

### 舞台
- 『宇宙家族ヤマダさん～Super saiyAの逆襲～』（2023年5月31日 - 6月4日、こくみん共済 coop ホール/スペース・ゼロ）Akachan honpU（アカチャンホンプ）役
- SUPERNOVA stage005『遠く吠えて花火をあげる』（2024年5月22日 - 6月2日、王子小劇場） - ユメ / シノブ 役[17]

### ラジオ
※はインターネット配信
- Bistro Entertainment Radio おかわり！明神カフェへ！（2018年、超!A&G+※）
- &CAST!!!アワー ラブエール!（2019年 - 2020年、&CAST!!!※）- 木曜日パーソナリティ[18]
- CUE!&A - チーム『Wind』（2019年、文化放送・超!A&G+※）「A&G TRIBAL RADIO エジソン」内ミニ番組[19][20]
- クリエイターズ・スタジオ with ボカコレ（2021年 - 、JFN）- 木曜日パーソナリティ[21]
- めざすばこラジオ＃24・#25 初ゲスト(2021/11/4,11)

### その他コンテンツ
- 明神カフェキャストイベント『明神カフェ劇場』（2017年[22]） - 主催
- 対ありでした。 〜お嬢さまは格闘ゲームなんてしない〜 PV（2020年、猫見書記[23]）

## ディスコグラフィ

### キャラクターソング
| 発売日   | 商品名                                      | 歌                     | 楽曲 | 備考                                   |
| 2019年   | 2019年                                      | 2019年                 | 2019年 | 2019年                                 |
| -------- | ------------------------------------------- | ---------------------- | --- | -------------------------------------- |
| 11月27日 | Forever Friends                             | AiRBLUE                | 「Forever Friends」                                                                                            | ゲーム『CUE!』オープニングテーマ       |
| 11月27日 | Forever Friends                             | AiRBLUE                | 「さよならレディーメイド」                                                                                     | ゲーム『CUE!』関連曲                   |
| 11月27日 | Forever Friends                             | Wind                   | 「Forever Friends」                                                                                            | ゲーム『CUE!』関連曲                   |
| 2020年   |                                             |                        | |                                        |
| 2月12日  | Good meal, Good life                        | Wind                   | 「Good meal, Good life」 「Steppin' Girl」 「our song」                                                        | ゲーム『CUE!』関連曲                   |
| 3月25日  | beautiful tomorrow                          | AiRBLUE                | 「beautiful tomorrow」 「私たちはまだその春を知らない」                                                        | ゲーム『CUE!』関連曲                   |
| 3月25日  | beautiful tomorrow                          | Wind                   | 「beautiful tomorrow」                                                                                         | ゲーム『CUE!』関連曲                   |
| 8月26日  | Colorful/カレイドスコープ                   | AiRBLUE                | 「Colorful」 「カレイドスコープ」                                                                              | ゲーム『CUE!』関連曲                   |
| 8月26日  | Colorful/カレイドスコープ                   | Wind                   | 「Colorful」                                                                                                   | ゲーム『CUE!』関連曲                   |
| 9月16日  | NAZO-NAZE Jumping!                          | Wind                   | 「NAZO-NAZE Jumping!」 「ぐっばいおぶじぇくしょん」 「CUTE♡CUTE♡CUTE♡」                                        | ゲーム『CUE!』関連曲                   |
| 2021年   |                                             |                        | |                                        |
| 1月6日   | 最高の魔法                                  | AiRBLUE                | 「最高の魔法」 「白い沿線」                                                                                    | ゲーム『CUE!』関連曲                   |
| 1月6日   | 最高の魔法                                  | Wind                   | 「最高の魔法」                                                                                                 | ゲーム『CUE!』関連曲                   |
| 4月21日  | Talk about everything                       | AiRBLUE                | 「CUTE♡CUTE♡CUTE♡」 「ミライキャンバス」 「our song」 「Radio is a Friend!」 「マイサスティナー」 「雫の結晶」 | ゲーム『CUE!』関連曲                   |
| 2022年   |                                             |                        | |                                        |
| 1月26日  | スタートライン/はじまりの鐘の音が鳴り響く空 | AiRBLUE                | 「スタートライン」                                                                                             | テレビアニメ『CUE!』オープニングテーマ |
| 1月26日  | スタートライン/はじまりの鐘の音が鳴り響く空 | AiRBLUE                | 「はじまりの鐘の音が鳴り響く空」                                                                               | テレビアニメ『CUE!』エンディングテーマ |
| 1月26日  | スタートライン/はじまりの鐘の音が鳴り響く空 | AiRBLUE                | 「空合ぼくらは追った」                                                                                         | 『CUE!』関連曲                         |
| 1月26日  | スタートライン/はじまりの鐘の音が鳴り響く空 | Wind                   | 「スタートライン」 「はじまりの鐘の音が鳴り響く空」                                                            | 『CUE!』関連曲                         |
| 3月16日  | CUE! BD第1巻 きゃにめ特典CD                 | 日名倉莉子（鶴野有紗） | 「Forever Friends」                                                                                            | 『CUE!』関連曲                         |
| 4月20日  | CUE! BD第2巻 きゃにめ特典CD                 | 日名倉莉子（鶴野有紗） | 「さよならレディーメイド」                                                                                     | 『CUE!』関連曲                         |
| 5月18日  | CUE! BD第3巻特典CD                          | 日名倉莉子（鶴野有紗） | 「beautiful tomorrow」 「Colorful」 「最高の魔法」 「ミライキャンバス」                                        | 『CUE!』関連曲                         |
| 7月20日  | CUE! BD第5巻 きゃにめ特典CD                 | 日名倉莉子（鶴野有紗） | 「スタートライン」 「はじまりの鐘の音が鳴り響く空」                                                            | 『CUE!』関連曲                         |

### 初出話一覧
1. 1 2  第9話初出
2. 1 2  第1話初出
3. ↑  第23話初出
4. ↑  第3話初出
5. ↑  第5話初出
6. ↑  第6話初出
7. ↑  第7話初出

### ユニットメンバー
1. 1 2 3 4 5 6  六石陽菜（内山悠里菜）、鷹取舞花（稗田寧々）、鹿野志穂（守屋亨香）、月居ほのか（緒方佑奈）、天童悠希（鷹村彩花）、赤川千紗（宮原颯希）、恵庭あいり（飯塚麻結）、九条柚葉（村上まなつ）、夜峰美晴（安齋由香里）、神室絢（松田彩希）、宮路まほろ（山口愛）、日名倉莉子（鶴野有紗）、丸山利恵（立花日菜）、宇津木聡里（小峯愛未）、明神凛音（佐藤舞）、遠見鳴（土屋李央）
2. 1 2 3 4 5 6  夜峰美晴（安齋由香里）、神室絢（松田彩希）、宮路まほろ（山口愛）、日名倉莉子（鶴野有紗）